# 大蜂鸟
大蜂鸟（学名：Eugenes fulgens），是雨燕目蜂鸟科的一种鸟类。
大蜂鸟体重约8克，翼长约72毫米，嘴峰长约33.9毫米，喙宽度约2.5毫米，喙厚度约2.8毫米，跗蹠长约6.2毫米，尾长约45.2毫米。大蜂鸟是部分迁徙的鸟类，其栖息在密集的高大树木组成的森林中，食性为草食性，主要食物来源是植物的花蜜。
大蜂鸟分布于亚利桑那州南部、新墨西哥州和德克萨斯州的山区至尼加拉瓜东北部。该物种是单型物种，没有亚种分化，但高地大蜂鸟原为其亚种，自2017年成为单独的物种。